# Сливно
Сливно (на хърватски: Slivno) е община в Дубровнишко-неретванска жупания, Хърватия. Според преброяването от 2011 г. има 1999 жители, 94% от които са хървати.